# 앵글시 축구 국가대표팀
앵글시 축구 국가대표팀은 영국 웨일스에 있는 앵글시섬을 대표하는 축구팀이다. 이 팀은 FIFA 및 유럽 축구 연맹 회원국이 아니기 때문에 FIFA 및 유럽 축구 연맹이 주관하는 대회에는 참가하지 않는다. 아일랜드 게임 축구에는 14번 출전하여 금메달 1개, 은메달 4개를 획득한 적이 있다. 그리고 2019년에 열리지 않은 아일랜드 게임 축구 경기 대신 열린 인터 게임 축구 대회에서도 금메달을 획득했다.

## 같이 보기
- 앵글시섬
- 아일랜드 게임
- 아일랜드 게임 축구